# Franz Bernhard Altenburger

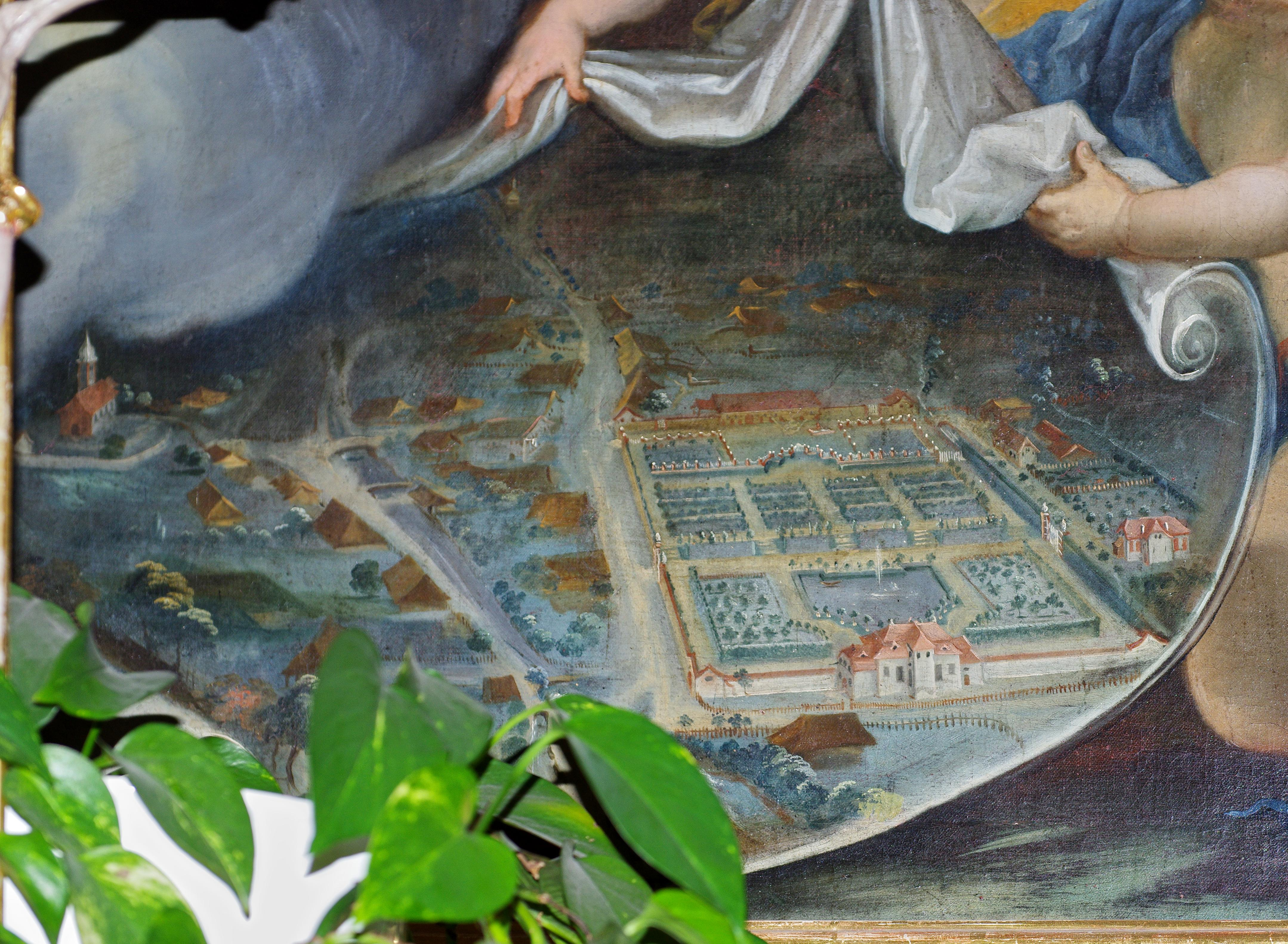
Ebnet 1730 a vista de pájaro en San Hilario: En el primer plano el antiguo castillo de Ebnet con el parque del castillo en la orilla del Dreisam, a la izquierda San Hilario y por arriba en el trasfondo la antigua capilla de Santa Ana

Franz Bernhard Altenburger fue un pintor barroco que nació en Schwaz, Tirol, Austria, y murió el 3 de diciembre de 1736 en Friburgo de Brisgovia y fue principalmente activo en la región de Brisgovia en el suroeste de Alemania.
|                                        |
| Santa Úrsula en Santa Úrsula, Friburgo |

|                                    |
| San José en Santa Úrsula, Friburgo |

|                                                                  |
| Martirio de Santa Catalina en la iglesia de Adelhausen, Friburgo |

|                                                          |
| Milagro de Soriano en la iglesia de Adelhausen, Friburgo |

|                                                                    |
| Margarita en la gloria de los cielos en Santa Margarita, Waldkirch |

|                                                             |
| Los santos Hilario y Remigio en San Hilario, Friburgo-Ebnet |